# Мугарты
Мугарты́ — село в Дербентском районе Республики Дагестан.
Образует муниципальное образование «село Мугарты» со статусом сельского поселения, как единственный населённый пункт в его составе. Центр сельсовета с 1921 года.

## География
Населённый пункт расположен на реке Мугартычай (бассейн реки Камышчай), в 30 км к юго-западу от города Дербент.

## Население
| 1895  | 1926  | 1939  | 1970  | 1989  | 2002  | 2010  |
| ----- | ----- | ----- | ----- | ----- | ----- | ----- |
| 953   | ↘880  | ↗919  | ↗948  | ↗1330 | ↗1534 | ↗1614 |
| 2012  | 2013  | 2014  | 2015  | 2016  | 2017  | 2018  |
| ↗1659 | ↗1673 | ↗1716 | ↗1744 | ↗1753 | ↘1742 | ↘1731 |
| 2019  | 2020  | 2021  | 2023  | 2024  | 2025  |       |
| ↘1703 | ↘1690 | ↘1647 | ↘1637 | ↘1621 | ↗1634 |       |

Национальный состав
По результатам Всероссийской переписи населения 2021 года:
| Народ         | Численность, чел. | Доля от всего населения, % |
| ------------- | ----------------- | -------------------------- |
| азербайджанцы | 1642              | 99,70 %                    |
| другие        | 5                 | 0,30 %                     |
| всего         | 1647              | 100 %                      |

## Хозяйство села
Центр ковроделия и мареноводства.